# Taron
Taron (ormiański: Տարոն) to nazwa części Turuberanu, prowincji wchodzącej w skład historycznego królestwa Armenii. Turuberan leżał na zachód od jeziora Wan, kolebki ormiańskiej cywilizacji. Obecnie ziemie te znajdują się w tureckiej prowincji Muş.

## Historia
Taron wchodził w skład ziem tradycyjnie zamieszkiwanych przez Ormian i między innymi na jego bazie powstało królestwo Armenii. Z terenów Taronu wywodził się słynny i zasłużony w ormiańskiej historii ród Mamikonian. Po upadku królestwa Armenii Taron należał kolejno do Sasanidów, Bizancjum, Kalifatu, średniowiecznego królestwa Armenii, Zakarydów i Imperium Osmańskiego. Przez cały ten czas jednak zachowywał swój ormiański charakter. Dopiero ludobójstwo Ormian, dokonane przez Turków w latach 20. XX wieku diametralnie odmieniło etniczne oblicze dawnego Taronu. Dzisiaj jest to region zamieszkiwany głównie przez Turków i Kurdów.